# Stern-Ringelblume
Die Stern-Ringelblume (Calendula stellata) ist eine Pflanzenart aus der Gattung Ringelblumen (Calendula) innerhalb der Familie der Korbblütler (Asteraceae).

## Beschreibung

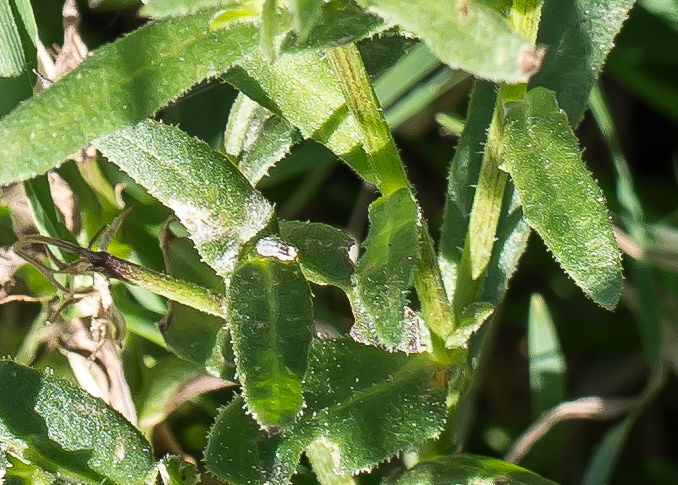
Stern-Ringelblume (Calendula stellata) – Blätter mit weißen Borsten

Die Stern-Ringelblume wächst als einjährige krautige Pflanze mit aufrechtem, meist stark verzweigtem und beblättertem Stängel. Sie erreicht Wuchshöhen von 14 bis 40, selten bis zu 50 Zentimetern. Die Laubblätter sind länglich-lanzettlich bis schmal eiförmig und ganzrandig bis buchtig gezähnt. Die Blätter sind am Rand bewimpert und drüsig. Stängel und Laubblätter sind rau von kurzen weißen Borsten.
Die Körbchen weisen einen Durchmesser von 2 bis zu 4,5 Zentimetern auf. Die grünen Hüllblätter sind an der Spitze oft rötlich überlaufen und dicht drüsig-klebrig. Die Blüten sind goldgelb mit einer violett-purpurnen bis fast schwarzen Scheibe. Auch die Zungenblüten, die doppelt so lang wie die Hüllblätter sind, sind an der Spitze violett überlaufen. Die äußeren Achänen sind geflügelt und haben einen langen Schnabel.
Die Chromosomenzahl beträgt 2n = 14.

## Vorkommen
Die Stern-Ringelblume hat ihr Hauptverbreitungsgebiet im westlichen Mittelmeergebiet von Sizilien an westwärts, insbesondere in Tunesien, Algerien und Marokko einschließlich der Kanarischen Inseln.